# Emil Dandea
Emil Aurel Dandea (Bucsony, 1893. január 23. – Bukarest, 1969. augusztus 18.) román (móc származású) ügyvéd, újságíró, politikus. Főként arról ismert, hogy a két világháború között hét éven keresztül Marosvásárhely kinevezett polgármestere volt. Megítélése ellentmondásos a város közösségeinek körében: nacionalista intézkedései, románosítási törekvései miatt a magyarok számára negatív, a románok szemében viszont pozitív személyiség.

## Életpályája
Hazafias családból származott, felmenői harcoltak a Hóra-lázadásban és az 1848-as havasalföldi forradalomban, apját pedig nemzeti izgatás vádjával több hónapra bebörtönözték.
Középiskolai tanulmányait Nagyszebenben végezte, majd a kolozsvári egyetem jogi karán és a bécsi Kereskedelmi Akadémián tanult. Kolozsváron doktori fokozatot szerzett. 1916–1918 között az Osztrák–Magyar hadseregben harcolt, majd a Monarchia összeomlása után Erdély és Románia egyesüléséért szállt síkra, a Torda-Aranyosi román nemzetőrök vezéreként szolgált, és részt vett a gyulafehérvári román nagygyűlésen. Az 1919-es magyar–román háborúban hadnagyként vett részt, szakaszával augusztus 3-án vonult be Budapestre. Szolgálatáért a Román Koronarend parancsnoki keresztjével tüntették ki.
A háború után Dandea a kolozsvári városháza tanácsosaként dolgozott, majd 1922-ben a román liberálisok segítségével Marosvásárhely polgármesterévé nevezték ki (egy vélemény szerint apósának, Miron Cristea ortodox főérseknek köszönhette megbízását). A szűk pénzügyi lehetőségek és a politikai támadások miatt viszonylag kevés megvalósítása volt: fő eredményeiként könyvelte el a román adminisztráció bevezetését, a román kultúra előmozdítását, román katedrálisok építésének megkezdését, a földgáz bevezetésére irányuló munkákat. 1926–1928 között parlamenti képviselő. Az Averescu-kormány kérésére az elmaradott Mócvidéket tanulmányozta, javaslatokat téve a vidék fejlesztésére: országutak építése, az árvízsújtott helységek segítése, a bányavidékek élelmezése, a földreform által elrendelt kisajátítások felgyorsítása. Észrevételeit számos cikkben tárta a nyilvánosság elé, de a közvélemény támogatása ellenére a kormány nem ültette gyakorlatba Dandea javaslatait.
A Liberális Párt hanyatlása miatt 1928-ban Dandea kiszorult parlamenti és helyi közigazgatási pozícióiból, és egy ideig ügyvédként dolgozott. 1930-ban megyei tanácsossá választották, majd 1934-ben ismét kinevezték Marosvásárhely polgármesterévé, ezen felül a Liberális Párt megyei elnöke lett. Tevékenysége ekkor főként a lakosság elrománosítására összpontosult: családnevek „visszarománosítása”, nemzeti történelmi könyvek íratása és terjesztése, hősi emlékművek állítása, pénzsegély a városi kasszából a környéki falvak román iskoláinak, templomainak, szervezeteinek.
1937-ben Dandea ismét parlamenti képviselői mandátumot szerzett a Liberális Párt tagjaként, azonban 1938 elején II. Károly román király feloszlatta a pártokat és királyi diktatúrát vezetett be. A második bécsi döntés után Dandea Bukarestbe menekült, majd 1944-ben visszatért Marosvásárhelyre. 1946-ban ismét jelöltette magát polgármesternek, azonban politikai ellenfelei lejáratták, kevéssel ezután pedig a kommunisták kerültek hatalomra. A zaklatások elől ismét Bukarestbe vonult, 1947–1949 között jogtanácsosként dolgozott, majd 1952-ben – a két világháború közötti elit számos tagjához hasonlóan – a kommunisták letartóztatták és a Poarta Albă-i munkatáborba vitték. 1953-ban szabadult, 1955-ig családjától és a társasági élettől elszigetelve kényszerlakhelyen élt, majd 1960-as nyugdíjazásáig Valea Călugăreascăn betanított munkásként és éjjeliőrként dolgozott. Bukarestben halt meg, a marosvásárhelyi ortodox fatemplom temetőjében hantolták el, sírkövét 1976-ban állították.

### Polgármesterként
Bár a két világháború között számos román polgármester váltotta egymást Marosvásárhely élén, egyik sem zavart sok vizet. Az egyetlen kivétel Emil Dandea volt, aki hét éves szolgálata alatt a városon hagyta kézjegyét. Főbb megvalósításai között megemlíthetőek:
- új épületek: ortodox és görögkatolikus katedrálisok, az új Városháza építésének megkezdése, új városi kórház (jelenleg a Sebészeti Klinika), inasotthon
- új szobrok: capitoliumi farkas, román katona, Avram Iancu
- a román oktatás szervezése, iskolaépületek kisajátítása és építése
- román múzeum, könyvtár, képtár, színház létesítése
- a meggyesfalvi repülőtér megépítése
- a földgáz bevezetésére irányuló munkák (a rendszer végül 1929-ben, Bernády György szolgálata idején készült el)
- a vízellátás és az áramszolgáltatás javítása

Saját családi házát, az úgynevezett Dandea-villát az 1930-as években építtette a Hosszú utcában, a Brâncoveanu-stílus ihlette ún. „új román” stílusban. Az épületben 1958-tól a Marosvásárhelyi Rádió működik.
A magyar közösségben főként sovinizmusáról volt hírhedt. A korabeli magyar újságok feljegyezték, hogy Dandea elbocsátotta a Városháza és a városi üzemek magyar tisztviselőit és alkalmazottait, helyettük románokat (közöttük fegyenceket) alkalmazott. Szintén a korabeli lapok állításai szerint megtiltotta a magyar helységnevek, utcanevek leírását, sürgette a minél erőteljesebb románosítást, a magyar iskoláknak, egyházaknak, közművelődési egyesületeknek nem utalta ki a törvény által előírt támogatást. A Marosvásárhely környéki román falvakat egyesítette a várossal, megváltoztatva annak etnikai összetételét. 1936-ban a Kultúrpalotát egy bukaresti közművelődési alapnak akarta ajándékozni, de az Országos Magyar Párt megfellebbezte a határozatot, a Legfelsőbb Közigazgatási Bíróság pedig úgy döntött, hogy Dandea nem jogosult a város lakosságának művelődési céljaira épített ingatlan elajándékozására.
Emlékezetesek maradtak állítólagos panamái is: a városi tanács Dandea mindkét szolgálatára vonatkozóan sikkasztást, korrupciót és hatalommal való visszaélést állapított meg (közel 40 millió lej károsodás érte a várost), de 1940-ben a brassói táblabíróság felmentette Dandeát a vádak alól.
Polgármesteri szolgálata végén a város erőszakos románosításában elért eredményét tartotta egyik fontos megvalósításának.

## Emlékezete
A kommunizmus alatt mellőzték, „rehabilitálására” csak 1994-ben került sor. 1996-ban szobrot állítottak neki a marosvásárhelyi Kiskatedrális előtt, az avatóünnepséget Victor Suciu szervezte. A Kultúrpalotában Dandea-emlékszobát rendeztek be, a város egy szakképző líceuma és egy utcája (korábban Szív utca) is Dandea nevét viseli.